# Mael Corboz
Mael Corboz (* 6. září 1994) je americký fotbalista, který hraje jako záložník za německý klub Arminia Bielefeld, který bude od sezóny 2025/26 hrát 2. ligu.

## Klubová kariéra

### New York Red Bulls
Dne 23. prosince 2015 podepsal Corboz smlouvu s New York Red Bulls. 

### Wilmington Hammerheads
Corboz podepsal dne 18. března smlouvu s Wilmington Hammerheads FC. O dva týdny později debutoval proti Orlando City B.

### Duisburg
Dne 31. srpna 2016 přestoupil do MSV Duisburg. 

### Wattenscheid 09
Dne 31. ledna 2018 podepsal smlouvu s SG Wattenscheid 09. 

### Go Ahead Eagles
V červenci 2019 podepsal smlouvu s Go Ahead Eagles.

### SC Verl
Corboz v lednu 2021 podepsal smlouvu do léta 2023 s SC Verl. Debutoval dne 12. ledna 2021 proti SpVgg Unterhaching. Svůj první gól za SC Verl vstřelil dne 10. března 2021 proti Bayernu Mnichov II.

### Arminia Bielefeld
Dne 10. ledna 2024 Corboz podepsal smlouvu s Arminií Bielefeld. Poté, co Fabian Klose ukončil kariéru, byl Corboz jmenován kapitánem Arminie.